# Jim Johnston
James Alan "Jim" Johnston es un compositor estadounidense que trabajaba en la WWE desde 1985. Trabaja con el nombre de Jim Johnston, James A. Johnston y James Alan Johnston. Su primer trabajo fue en la cadena de televisión MTV y VH1.
Johnston es el encargado de realizar la música de entrada de las superestrellas de la empresa como The Undertaker, The Rock, "Stone Cold" Steve Austin y de las divas como a Gail Kim y Kharma sus canciones pueden estar disponibles por Spotify y iTunes.
Además de hacer la música de entrada, Johnston también produce la música de los PPV de la WWE, promos, tributos a luchadores fallecidos y comerciales. 
El 30 de noviembre de 2017 aparecieron reportes de que Johnston fue despedido de la WWE tras 32 años de servicio. Ni el compositor ni la empresa han dado un comunicado oficial.

## Filmografía
James Alan Johnston compuso la música de varias películas de WWE Studios, 'Legendary' (protagonizando John Cena), 'Knucklehead' (protagonizando The Big Show), y 'The Chaperone' (protagonizando Triple H). Escribió la historia de la película No Holds Barred de Hulk Hogan y contribuyendo con la banda sonora. 

## Discografía
- The Wrestling Album (1985)
- Piledriver - The Wrestling Album 2 (1987)
- WWF Full Metal (24 de septiembre de 1996)
- WWF The Music, Vol. 2 (18 de noviembre de 1997)
- WWF We Gotta Wrestle (1997)
- WWF The Music, Vol. 3 (29 de diciembre de 1998)
- WWF The Music, Vol. 4 (2 de noviembre de 1999)
- WWF Aggression (21 de marzo de 2000)
- WWF The Music, Vol. 5 (20 de febrero de 2001)
- WWF Forceable Entry (26 de marzo de 2002)
- WWE Anthology (12 de noviembre de 2002)
- WWE Originals (13 de enero de 2004)
- WWE ThemeAddict: The Music, Vol. 6 (16 de noviembre de 2004)
- WWE Wreckless Intent (23 de mayo de 2006)
- WWE The Music, Vol. 7 (16 de mayo de 2007) (disponible solo por descarga digital de iTunes)
- A Jingle With Jillian (11 de diciembre de 2007) (disponible solo por descarga digital de iTunes)
- Raw Greatest Hits: The Music (18 de diciembre de 2007)
- WWE The Music, Vol. 8 (25 de marzo de 2008)[2]
- Voices: WWE The Music, Vol. 9 (27 de enero de 2009)[3]
- WWE The Music: A New Day, Vol. 10 (28 de enero de 2010) (disponible sólo en Amazon.com)
- Legendary - Música de la película (28 de septiembre de 2010)[4]
- Knucklehead - Música de la película (2 de noviembre de 2010)[5]
- The Chaperone - Música de la película (18 de febrero de 2011)[6]
- Broken Dreams - Música de entrada de Drew McIntyre (Single) (30 de noviembre de 2010)[7]
- Smoke and Mirrors - Música de entrada de Cody Rhodes (Single) (30 de noviembre de 2010)[8]
- I Come from Money - Música de entrada de Ted Dibiase (Single) (7 de noviembre de 2010)[9]
- Electrifying - Música de entrada de The Rock (Single) (24 de marzo de 2011)[10]
- Realeza - Música de entrada de Alberto Del Rio (Single) (25 de abril de 2011)[11]
- Bad Kharma - Música de entrada de Kharma (Single) (1 de mayo de 2011)
- Ancient Spirit - Música de entrada de Sin Cara (Single) (24 de mayo de 2011)
- End of Days - Música de entrada de The Corre (Single) (6 de junio de 2011)
- Tyrannosaurus - Música de entrada de Tyler Reks (Single)  (13 de junio de 2011)
- Strong and Sexy - Música de entrada de Gail Kim (Single)  (13 de junio de 2011)
- Money Money Money - Música de entrada de Donald Trump/ Tema de Money In The Bank 2011 (Single) (22 de junio de 2011)
- Say It To My Face - Música de entrada de Alex Riley (Single) (1 de septiembre de 2011)
- All About The Power - Música de entrada de David Otunga y Michael McGillicutty (Single) (1 de septiembre de 2011)
- Alga (versión 2) - Música de entrada de The Usos (Single) (1 de septiembre de 2011)
- Tema de WWE Night of Champions 2011 - (Sencillo) (3 de septiembre de 2011)
- Maldición Hunico - (Sencillo) (15 de octubre de 2011)
- Somebody call my momma Brodus Clay - (Sencillo) (9 de enero de 2012)

## Premios

### BMI Film & TV Awards
| Año  | Resultado | Premio          | Categoría      |
| ---- | --------- | --------------- | -------------- |
| 2002 | Ganó      | BMI Cable Award | WWF Raw (1993) |
| 2003 | Ganó      | BMI Cable Award | WWF Raw (1993) |
| 2004 | Ganó      | BMI Cable Award | WWF Raw (1993) |
| 2008 | Ganó      | BMI Cable Award | WWF Raw (1993) |